# Kilian Glück

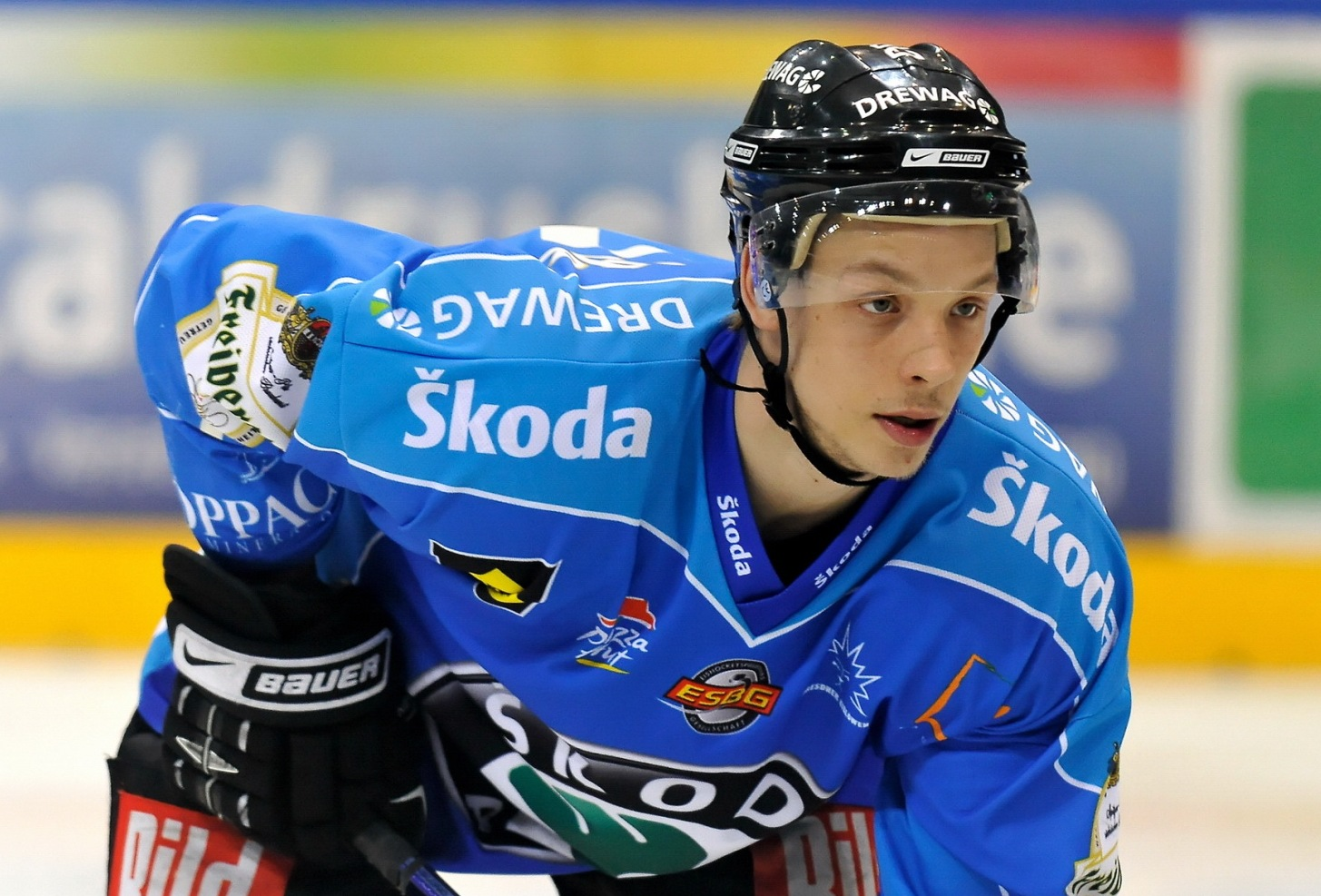
Kilian Glück im Trikot der Dresdner Eislöwen

Kilian Glück (* 1. März 1984 in Selb) ist ein deutscher Eishockeyspieler, der seit 2012 bei den Schönheider Wölfen in der Regionalliga-Ost unter Vertrag steht.

## Werdegang
Kilian Glück stammt aus dem Nachwuchs der Selber Wölfe, bei denen er die Nachwuchsmannschaften durchlief und in der Saison 2001/02 sein Debüt in der Eishockey-Oberliga gab. In der folgenden Spielzeit gehörte er dann fest zum Kader des Oberligateams und konnte seine ersten beiden Assists verbuchen. In der Saison 2003/04 erzielte er dann sein erstes Tor im Seniorenbereich, in der Abstiegsrunde der gleichen Saison erzielte er in 16 Spielen 3 Tore und 3 Assists – eine solide Leistung für einen 18-Jährigen. Der Manager der Eislöwen, Jan Tabor, wurde auf den kämpferisch starken Junioren aufmerksam und holte ihn für die kommende Spielzeit nach Dresden, in der er zwar nur bei Verletzungen bzw. Strafzeiten der Stammspieler zum Einsatz kam, aber trotzdem 16 Scorerpunkte (10 Tore, sechs Assists) erzielen konnte. Am Ende der Spielzeit feierte er zusammen mit seinen Mannschaftskollegen den Aufstieg in die 2. Bundesliga.
In der ersten Saison in der 2. Bundesliga bildete Kilian Glück mit Fabian Burmann (Dresdner Nachwuchs) und Alexander Zille die vierte Reihe der Elbestädter, die relativ wenig Eiszeit bekam. Sein Vertrag wurde jedoch aufgrund seiner Einstellung und Potentials  verlängert, so dass er in der Spielzeit 2006/07 wiederum im Kader der Eislöwen stand und mit Sebastian Wolsch und Michael Schmerda eine kämpferisch und spielerisch starke Reihe bildete, die auch regelmäßig Eiszeiten bekam. Die Mannschaft der Eislöwen stieg 2007 in die Oberliga ab, doch Kilian Glück gehörte weiter der Mannschaft an. Allerdings kam er in der ersten Hälfte der Saison nur selten zum Einsatz, da er oft als überzähliger Ü21-Spieler auf der Tribüne saß. Mitte der Saison gab es einige Kaderveränderungen und verletzungsbedingte Ausfälle, so dass Glück wieder zum Einsatz kam und sich in den Playoffs in der ersten Reihe neben Kevin Gardner wiederfand. Diese Beförderung hatte er sich mit seiner kämpferischen und defensiv-starken Spielweise errungen und zahlte das Vertrauen vor allem im Unterzahlspiel und bei der Puckeroberung zurück. Im April 2008 erreichte er mit den Eislöwen die erneute Oberligameisterschaft und den Aufstieg in die 2. Bundesliga.
Nach diesem Erfolg wurde sein Vertrag nicht verlängert, so dass er ein Vertragsangebot der Saale Bulls aus Halle annahm. Nach vier Jahren in Halle wechselte er zu den Schönheider Wölfen, für die er seither in der Regionalliga-Ost ununterbrochen spielt.

## Erfolge und Auszeichnungen
- Oberligameister und Aufstieg in die 2. Bundesliga 2005 und 2008

## Karrierestatistik
(Legende zur Spielerstatistik: Sp oder GP = absolvierte Spiele; T oder G = erzielte Tore; V oder A = erzielte Assists; Pkt oder Pts = erzielte Scorerpunkte; SM oder PIM = erhaltene Strafminuten; +/− = Plus/Minus-Bilanz; PP = erzielte Überzahltore; SH = erzielte Unterzahltore; GW = erzielte Siegtore; 1 Play-downs/Relegation; Kursiv: Statistik nicht vollständig)